# Selección de fútbol de Islas Malvinas
La Selección de fútbol de las Islas Malvinas (en inglés: Falkland Islands National Football Team) es el equipo representativo del territorio británico de ultramar de las Islas Malvinas. La organización está a cargo de la Falkland Islands Football League (FIFL).
Ha jugado en los Juegos de las Islas en 2001, 2005, 2009, 2011, 2013 y 2015. A pesar de ubicarse en América del Sur, no es miembro de la Conmebol.
En los Juegos de las Islas de 2013, celebrados en las islas Bermudas, logró un histórico tercer puesto tras ganarle 6 a 0 al equipo de Frøya (localidad de Noruega), obteniendo una medalla de bronce. La selección de las islas también ha sido ganadora del Small Islands Cup («Copa de las Islas Pequeñas») en 2013, un evento realizado entre los territorios participantes de los Juegos de las Islas, cuya población no supera los 10 000 habitantes.

## Historia y características
En las Malvinas, el fútbol se juega desde fines del siglo XIX. El primer club fue Stanley FC y se formó en 1916. Debido al bajo crecimiento demográfico y la falta de oponentes, el equipo se transformó en la selección local. En 1947 se creó la primera liga local, aunque el Stanley FC continuó representanto a las islas.
No todos los jugadores son malvinenses nativos de las islas, ya que al equipo también se han sumado inmigrantes chilenos, e incluso otros inmigrantes de otros países, uno de ellos es oriundo de Zimbabue, mientras que otro jugador es nacido en Georgia y casado con una isleña. También hay jugadores oriundos de la isla de Santa Elena y de las islas británicas. La diversidad de orígenes de los jugadores se debe tanto a la poca población como a la poca actividad futbolística en las islas debido a la falta de instalaciones adecuadas. También se debe a que las reglas del torneo son más relajadas que la FIFA, requiriendo sólo una residencia de un año. Los jugadores de la isla de Santa Elena llegaron a contar con un equipo propio en la liga malvinense.
A lo largo de la historia del seleccionado, algunos jugadores han jugado en equipos menores del Reino Unido u otros países, o han tenido pruebas para diferentes clubes.
El equipo normalmente juega y entrena en el estadio Stanley en Puerto Argentino/Stanley, ciudad principal de las islas.
Para conformar el seleccionado, el entrenador elige a los 18 jugadores de mayor nivel de la liga local. Cuando no se realizan los Juegos de las Islas, además de la liga local, se realizan partidos amistosos entre la selección isleña y los militares británicos de la Base Aérea de Monte Agradable, especialmente cuando recalan barcos de la Royal Navy. También hay partidos con los trabajadores contratistas de la base militar.
En marzo de 1997 la selección de las islas viajó a Chile para disputar tres amistosos en Punta Arenas. Allí el equipo le ganó a los representantes de la Universidad de Magallanes en penales y obtuvieron un trofeo. El motivo de los partidos fue el 50.º aniversario de la fundación de la liga malvinense. El evento se convirtió en la primera gira internacional de un equipo de fútbol de las islas. En 2013 tuvo un amistoso con el seleccionado de Rapa Nui el partido acabó 0-5 a favor de las Islas malvinas.Hasta el momento, Chile es el único país de América Latina donde la selección británica de las islas pudo jugar alguna vez.
Como parte de las negociaciones para la transferencia de soberanía de las islas Malvinas, en 1976 se jugó un amistoso entre el equipo de las islas y un grupo de trabajadores de la empresa estatal argentina YPF, mientras instalaban tanques de combustible en Puerto Argentino/Stanley. El equipo isleño ganó 2-1, obteniendo una copa. El partido contó con mucho público y gran expectativa por parte de los pobladores malvinenses.
La selección de Malvinas debutó en 2001 en los Juegos de las Islas en la Isla de Man. Para ello, contrataron a como director técnico al escocés Lee Mitchell, quién construía casas en Puerto Argentino/Stanley. Para financiar el viaje de los 20 jugadores participantes, se realizaron diversas colectas, recaudando £ 9.000. El equipo incluyó a 3 santahelenos que obtuvieron los requisitos de residencia necesarios para su participación, y a varios jugadores que estudiaban en Inglaterra. Por falta de dinero, el equipo no pudo participar en los Juegos de las Islas de 2003 en Guernsey.
En dichos juegos, el mejor resultado lo obtuvieron en 2013, mientras que su peor actuación fue en 2009, quedando en el 16.º puesto. Hacia 2011, el entonces director técnico Richard Franks consideró que el equipo participara en el ascenso del fútbol de Inglaterra para poder potenciarlo. Ese año, el viaje hacia la isla de Wight se complicó por la negativa de Ministerio de Defensa británico para proporcionar un vuelo directo desde Malvinas hacia Londres y la erupción del volcán Puyehue en Chile. Los jugadores debieron viajar en grupos separados con días de diferencia. En 2009, para la preparación del equipo, René van Risjwijk (entrenador de fútbol profesional de Países Bajos) viajó a las islas durante dos semanas.

## Jugadores históricos
Uno de los jugadores históricos con más participaciones y goles es James Peck, un artista plástico nacido en las islas en 1968 y con doble ciudadanía argentina-británica. Ha participado junto a la selección malvinense en los Juegos de las Islas de 2005, 2009 y 2011. Su hijo mayor Joshua, nacido en 1991, participó junto a la selección en los Juegos de las Islas de 2013 y 2015.
Otro de sus jugadores históricos, el defensor Martyn Clarke, en agosto de 1999 viajó a la Argentina continental y tuvo ensayos con el Club Atlético Boca Juniors y otros dos clubes argentinos en Buenos Aires, causando diversas reacciones en las islas, en su mayoría negativas.
Uno de sus directores técnicos históricos fue Patrick Watts, quien también fue presentador y locutor de la radio local de las islas al momento de iniciar la guerra de las Malvinas. Fue jugador del seleccionado y fue DT durante cinco años. Tiene más de 100 partidos junto al seleccionado y ha anotado 76 goles.

## Partidos internacionales
| #  | Fecha                    | Ciudad          | Estadio              | Competencia         | Equipo local                    | Resultado | Equipo visitante       |
| -- | ------------------------ | --------------- | -------------------- | ------------------- | ------------------------------- | --------- | ---------------------- |
| 1  | 21 de marzo de 1997      | Punta Arenas    |                      | Amistoso            | Deportivo Español               | 1:1       | Islas Malvinas         |
| 2  | 23 de marzo de 1997      | Punta Arenas    |                      | Amistoso            | Universidad de Magallanes       | 1(3):1(4) | Islas Malvinas         |
| 3  | 25 de marzo de 1997      | Punta Arenas    |                      | Amistoso            | Deportivo Cosal                 | 7:1       | Islas Malvinas         |
| 4  | 8 de julio de 2001       | Isla de Man     |                      | Juegos de las Islas | Isla de Man                     | 9:0       | Islas Malvinas         |
| 5  | 9 de julio de 2001       | Isla de Man     |                      | Juegos de las Islas | Guernsey                        | 12:0      | Islas Malvinas         |
| 6  | 12 de julio de 2001      | Isla de Man     |                      | Juegos de las Islas | Groenlandia                     | 4:0       | Islas Malvinas         |
| 7  | 13 de julio de 2001      | Isla de Man     |                      | Juegos de las Islas | Islas Orcadas                   | 1:4       | Islas Malvinas         |
| 8  | 15 de julio de 2005      | Islas Shetland  |                      | Juegos de las Islas | Islas Orcadas                   | 2:0       | Islas Malvinas         |
| 9  | 19 de julio de 2005      | Islas Shetland  |                      | Juegos de las Islas | Åland                           | 2:1       | Islas Malvinas         |
| 10 | 24 de agosto de 2005     | Islas Shetland  |                      | Juegos de las Islas | Isla de Man                     | 9:0       | Islas Malvinas         |
| 11 | 16 de septiembre de 2005 | Islas Shetland  |                      | Juegos de las Islas | Saaremaa                        | 1:2       | Islas Malvinas         |
| 12 | 28 de octubre de 2005    | Islas Shetland  |                      | Juegos de las Islas | Shetland                        | 4:0       | Islas Malvinas         |
| 13 | 28 de junio de 2009      | Åland           |                      | Juegos de las Islas | Isla de Man                     | 2:1       | Islas Malvinas         |
| 14 | 29 de junio de 2009      | Åland           |                      | Juegos de las Islas | Gotland                         | 2:0       | Islas Malvinas         |
| 15 | 30 de junio de 2009      | Åland           |                      | Juegos de las Islas | Hébridas Exteriores             | 7:1       | Islas Malvinas         |
| 16 | 2 de julio de 2009       | Åland           |                      | Juegos de las Islas | Frøya                           | 3:1       | Islas Malvinas         |
| 17 | 26 de junio de 2011      | Isla de Wight   |                      | Juegos de las Islas | Guernsey                        | 5:0       | Islas Malvinas         |
| 18 | 27 de junio de 2011      | Isla de Wight   |                      | Juegos de las Islas | Isla de Man                     | 6:0       | Islas Malvinas         |
| 19 | 28 de junio de 2011      | Isla de Wight   |                      | Juegos de las Islas | Gotlandn                        | 6:1       | Islas Malvinas         |
| 20 | 30 de junio de 2011      | Isla de Wight   |                      | Juegos de las Islas | Alderney                        | 0:3       | Islas Malvinas         |
| 21 | 14 de julio de 2013      | Bermudas        |                      | Juegos de las Islas | Islas Malvinas                  | 2:1       | Frøya                  |
| 22 | 15 de julio de 2013      | Bermudas        |                      | Juegos de las Islas | Bermudas                        | 8:0       | Islas Malvinas         |
| 23 | 17 de julio de 2013      | Bermudas        |                      | Juegos de las Islas | Groenlandia                     | 9:0       | Islas Malvinas         |
| 24 | 18 de julio de 2013      | Bermudas        |                      | Juegos de las Islas | Islas Malvinas                  | 6:0       | Frøya                  |
| 25 | 5 de noviembre de 2013   | Rapa Nui        | Estadio de Hanga Roa | Amistoso            | Selección de fútbol de Rapa Nui | 0:5       | Islas Malvinas         |
| 26 | 28 de junio de 2015      | Jersey          |                      | Juegos de las Islas | Hitra                           | 1:2       | Islas Malvinas         |
| 27 | 29 de junio de 2015      | Jersey          |                      | Juegos de las Islas | Isla de Wight                   | 3:0       | Islas Malvinas         |
| 28 | 30 de junio de 2015      | Jersey          |                      | Juegos de las Islas | Shetland                        | 5:0       | Islas Malvinas         |
| 29 | 2 de julio de 2015       | Jersey          |                      | Juegos de las Islas | Hébridas Exteriores             | 2:1       | Islas Malvinas         |
| 30 | 25 de junio de 2017      | Isla de Gotland |                      | Juegos de las Islas | Anglesey                        | 3:0       | Islas Malvinas         |
| 31 | 26 de junio de 2017      | Isla de Gotland |                      | Juegos de las Islas | Isla de Man                     | 5:2       | Islas Malvinas         |
| 32 | 27 de junio de 2017      | Isla de Gotland |                      | Juegos de las Islas | Hitra                           | 2:1       | Islas Malvinas         |
| 33 | 29 de junio de 2017      | Isla de Gotland |                      | Juegos de las Islas | Alderney                        | 3:0       | Islas Malvinas         |
| 34 | 11 de noviembre de 2018  | Islas Malvinas  | Estadio Stanley      | Amistoso            | Islas Malvinas                  | 1:3       | FA Representative Team |
| 35 | 3 de julio de 2023       | Reigate         | Whitehall Lane       | Amistoso            | Islas Chagos                    | 4:0       | Islas Malvinas         |
| 36 | 9 de julio de 2023       | Saint Martin    | Blanche Pierre Lane  | Juegos de las Islas | Isla de Man                     | 3:0       | Islas Malvinas         |
| 37 | 10 de julio de 2023      | Saint Samsaon   | The Corbet Field     | Juegos de las Islas | Islas Malvinas                  | 1:5       | Anglesey               |
| 38 | 11 de julio de 2023      | Saint Samsaon   | Northfield Stadium   | Juegos de las Islas | Islas Malvinas                  | 1:4       | Shetland               |

## Estadísticas

### Juegos de las Islas
| Año   | Ronda                 | Posición | PJ | PG | PE | PP | GF | GC  |
| ----- | --------------------- | -------- | -- | -- | -- | -- | -- | --- |
| 2001  | Primera ronda         | 11.º     | 4  | 1  | 0  | 3  | 4  | 17  |
| 2005  | Primera ronda         | 10.º     | 5  | 1  | 0  | 4  | 3  | 18  |
| 2009  | Primera ronda         | 16.º     | 4  | 0  | 0  | 4  | 3  | 14  |
| 2011  | Primera ronda         | 13.º     | 4  | 1  | 0  | 3  | 4  | 17  |
| 2013  | Disputa del 3.º lugar | 3.º      | 4  | 2  | 0  | 2  | 8  | 18  |
| 2015  | Primera ronda         | 12.º     | 4  | 1  | 0  | 3  | 3  | 11  |
| 2017  | Primera ronda         | 16.º     | 4  | 0  | 0  | 4  | 3  | 13  |
| 2023  | Primera ronda         | 14.º     | 4  | 0  | 1  | 3  | 3  | 13  |
| Total |                       |          | 33 | 6  | 1  | 26 | 31 | 121 |

## Jugadores
Nota: actualizado en junio de 2015.
| N.º | Nombre                 | Posición      | PJ | G | Club                 |
| --- | ---------------------- | ------------- | -- | - | -------------------- |
| 1   | Ben Hoyles             | Portero       | 9  | 0 | Falkland Holidays FC |
| 13  | Ross Peters            | Portero       | 0  | 0 | FIDF FC              |
| 2   | Joshua Peck            | Defensa       | 9  | 1 | LSE FC               |
| 3   | Luke Clarke            | Defensa       | 6  | 0 | FIDF FC              |
| 5   | Kyle Biggs             | Defensa       | 9  | 0 | FIDF FC              |
| 14  | Zaza Georgie Elbakidze | Defensa       | 11 | 2 | SeAled PR FC         |
| 16  | Javier Sotomayor       | Defensa       | 0  | 0 | SeAled PR FC         |
| 20  | Doug Clarke            | Defensa       | 5  | 0 | —                    |
| 4   | Shupikaya Chipunza     | Mediocampista | 3  | 0 | Malvina FC           |
| 6   | Daniel Biggs           | Mediocampista | 11 | 0 | —                    |
| 7   | Stevie Aldridge        | Mediocampista | 5  | 0 | SeAled PR FC         |
| 8   | Michael Betts          | Mediocampista | 5  | 0 | Malvina FC           |
| 11  | Andrés Balladares      | Mediocampista | 12 | 0 | —                    |
| 12  | Paul Zeller            | Mediocampista | 0  | 0 | SeAled PR FC         |
| 15  | Lucas Biggs            | Mediocampista | 0  | 0 | FIDF FC              |
| 17  | Sam Toolan             | Mediocampista | 0  | 0 | Malvina FC           |
| 9   | Rafael Sotomayor       | Delantero     | 7  | 2 | Falkland Holidays FC |
| 10  | Aiden Morris           | Delantero     | 0  | 0 | FIDF FC              |
| 18  | Alejandro Santana      | Delantero     | 0  | 0 | Malvina FC           |
| 19  | Declan Bonner          | Delantero     | 0  | 0 | —                    |
| DT  | Ian Betts              | Entrenador    |    |   |                      |

## Uniformes anteriores
| 2005 Local | 2009 Local | 2009 Visita | 2011 Local | 2011 Visita | 2013 Local | 2013 Visita | 2015 Local |

| 2015 Visita | 2017 Local | 2017 Visita | 2018 Local | 2020 Local | 2020 Visita | 2023 Local | 2023 Visita |

Fuentes: